# Walters Art Museum
El Walters Art Museum, situat al barri Mont Vernon de Baltimore, Maryland,als Estats Units, és un museu d'art públic fundat el 1934.
La col·lecció del museu va ser reunida substancialment per dos homes, William Thompson Walters (1819-1894), que va començar la seva col·lecció quan es va traslladar a París a l'esclat de la Guerra Civil nord-americana, i Henry Walters (1848-1931), qui va perfeccionar la col·lecció i reallotjar-la en un edifici-palau de Charles Street, que va obrir les portes el 1909.
Després de la seva mort, Henry Walters va llegar la col·lecció de més de 22.000 obres i l'edifici original de Charles Street a la ciutat de Baltimore, en benefici del públic.
Les obres mestres de la col·lecció toquen l'antic Egipte, l'escultura grega i romana, sarcòfags medievals, marfils, manuscrits il·luminats, bronzes del Renaixement, entre altres obres. A la col·lecció del museu hi ha obres del pintor italià Antonio Rotta.
L'any 2000 la Galeria d'Art Walters va canviar el seu nom pel de Museu d'Art Walters, per tal de reflectir la seva imatge com a institució pública de grans dimensions. L'any següent, el museu va tornar a obrir el seu edifici més gran després de tres anys de renovacions.